# 我妻栄
我妻 榮（わがつま さかえ、1897年（明治30年）4月1日 - 1973年（昭和48年）10月21日）は、日本の法学者。専門は民法。学位は法学博士（東京大学）、東京大学名誉教授、米沢市名誉市民。文化勲章、贈従二位（没時叙位）・贈勲一等旭日大綬章（没時叙勲）。憲法改正に伴う家族法大改正の立案担当者の一人。鳩山秀夫に師事。弟子に有泉亨、川島武宜、四宮和夫、幾代通、加藤一郎、鈴木録彌、星野英一など。

## 人物
山形県米沢市出身。英語教師の父・又次郎と家計のたしにするため、自宅で中学生相手に国・漢・数学を教えた母・つるの長男として生まれる。5人の子における唯一の息子であったため、父母を安心させなければという気持ちから一心に勉強に励んだ。
小学校、県立米沢中学ともに常に首席、一高は入学・卒業とも一番だった（在学中は必ずしも首席ではなく、例えば2年次は大熊興吉が首席であった。）。東京帝国大学法学部独法科に入学し、在学中に高等文官試験に合格。指導教官の鳩山秀夫に望まれ大学に残り、30歳のとき同大教授、1945年に法学部長となり、のちに名誉教授となる。
戦後は、日本国憲法制定のため最後の貴族院議員に勅選され、農地改革立法に参与して中央農地委員となる。ほかに、日本学術会議の副会長、日本学士院会員にも就任。さらに、法務省特別顧問として民事関係の立法に尽力し、恩師の鳩山、末弘、穂積が果たし得なかった民法の総合的研究の完成にあたり、「我妻民法」といわれる独自の民法体系を作り上げた。1964年の文化勲章受章を機にその年金を母校愛から米沢興譲館高校に寄託し、財団法人自頼奨学財団を設立。
60年安保当時、『朝日新聞』に「岸信介君に与える」と題した手記を寄稿。岸首相の国会運営を批判し、即時退陣を訴えたほか、1971年には宮本康昭裁判官の再任拒否問題に関し最高裁に反省を求めるなど、反骨の人としても広く知られた。
1973年10月21日、急性胆嚢炎のため、熱海市の国立熱海病院で死去。76歳没。有斐閣法律学全集の『法学概論』の執筆途中の出来事であった（同書は、我妻の遺した草稿に沿って原稿を補訂できる箇所は補訂したうえ、未完のまま出版されている）。

## 家族
- 父・我妻又次郎 ‐ 私立米沢中学校の英語教師
- 姉・孫田ちよ ‐ 法学者・孫田秀春（1886－1976）の妻。夫の秀春は西根村 (山形県西置賜郡)に生まれ、東京帝国大学卒業後、欧米留学を経て東京商科大学教授、日本大学法文学部長、専修大学教授、上智大学商学部長などを務め、労働法の研究で知られたほか、『国体の本義』の執筆、『国家科学大系』の編集などにも携わった。長女・杜美子は富樫総一の妻、三女の杜代子は平野亮一郎（篠原英太郎の甥、平野次郎の父）の後妻となった。[9][5][10][11][12]
- 妻・緑 ‐ 鈴木米次郎（作曲家、東洋音楽学校（現：東京音楽大学）創立者）の四女。
- 長男・我妻洋 ‐ 心理学者で、東京工業大学教授等を歴任。
- 二男・我妻堯 ‐ 産婦人科医で、東京大学医学部助教授を経て国立病院医療センター（現：国立国際医療研究センター）国際医療協力部初代部長等を歴任した[13]。
- 孫・我妻学 ‐ 民事訴訟法学者で東京都立大学教授[14]。

## 学説
我妻は、師である鳩山の研究に依拠したドイツ法由来の解釈論を発展させて、矛盾なき統一的解釈と理論体系の構築を目指すとともに、資本主義の高度化によって個人主義に基礎を置く民法の原則は取引安全、生存権の保障といった団体主義に基づく新たな理想によって修正を余儀なくされているので、条文の単なる論理的解釈では社会生活の変遷に順応することはできないとした上で、「生きた法」である判例研究の結果に依拠した法解釈を展開した。このような我妻理論・体系は、鳩山、末弘、穂積の学説を総合したものといえ、理論的に精緻であるだけでなく、結論が常識的で受け入れやすいとの特徴があったことから学界や実務に大きな影響を与え続け長らく通説とされた。
我妻の生涯の研究テーマは「資本主義の発達に伴う私法の変遷」であり、その全体の構想は、所有権論、債権論、企業論の3つからなっている。
後掲「近代法における債権の優越的地位」は1925年から1932年に発表された論文を収録したもので、債権論と所有権論がテーマとなっているが、その内容は以下のとおりである。前近代的社会においては、物資を直接支配できる所有権こそ財産権の主役であったが、産業資本主義社会になると、物資は契約によって集積され資本として利用されるようになり、その発達に従い所有権は物資の個性を捨てて自由なものとなり、契約・債権によってその運命が決定される従属的地位しか有しないものとして財産権の主役の座を追われる。これが我妻の説く「債権の優越的地位」であるが、その地位が確立されることにより今度は債権自体が人的要素を捨てて金銭債権として合理化され金融業の発達を促す金融資本主義に至る。我妻は、このような資本主義発展の歴史をドイツにおける私法上の諸制度を引き合いに出して説明し、このような資本主義の発達が今後の日本にも妥当すると予測した。
我妻は、金融資本主義の更なる発達によって合理化が進むと、企業は、人的要素を捨てて自然人に代わる独立の法律関係の主体たる地位を確立し、ついには私的な性格さえ捨てて企業と国家との種々の結合、国際資本と民族資本との絶え間なき摩擦等の問題を産むと予測し、企業論において、会社制度の発展に関する研究によって経済的民主主義の法律的特色を明らかにするはずであったが、その一部を含む後掲『経済再建と統制立法』を上梓したのみで全体像は未完のままとなっている。上掲のとおり我妻の予測は現代社会にそのまま当てはまるものも多く、「近代法における債権の優越的地位」は日本の民法史上不朽の名論文とされている。

## 岸信介と
岸信介とは一高、東京帝大時代における同級生で、首席を争った。一高入試では岸の成績はあまり芳しくなかったが、入学直後の試験で一挙に頭角を現し、我妻とも親しくなり、以後、2人は優等生として過ごした。帝大時代、岸と我妻は冬休みになると一緒に伊豆・土肥温泉の旅館「明治館」に籠もって勉強した。ある年、到着早々に我妻が重い風邪をひき、高熱を出した折には、岸が必死になって看病を続けた。明治館の人たちの記憶に、この2人の東大生は長く記憶に残った。
東京裁判が終わり、まだ、岸が巣鴨拘置所に幽閉されていたとき嘉治隆一や三輪寿壮の肝いりで、数名の友人が釈放嘆願書をGHQに提出するが、この際当時東大法学部長であった我妻も、一高以来の友人の一人として署名した。岸は釈放されると、直ちに政界に返り咲き、アッというまに首相の地位に就く。そして、第二次岸内閣は新日米安全保障条約のため、衆議院の会期延長と条約批准案の単独採決を行う。安保闘争が激しさを増す中、1960年6月5日付『朝日新聞』政治面に我妻は、「岸信介君に与える」と題し
との手記を寄稿。岸に即時退陣を訴え、条約批准書交換日である、6月23日、岸内閣は総辞職した。

## エピソード
- 我妻は生家が経済的に苦しかったことから、官吏になって早く両親を経済的に安心させようと思っていた。そのため、我妻は、鳩山秀夫から大学に残らないかと誘いを受けたときも、大学の研究者は経済的に苦しいのではないかと回答したが、これに対し、鳩山は「いや、それは僕が保証してあげる」という趣旨の発言をし、我妻は研究者になることを決意した[22]。
- 一粒社から出版された『民法』は、小型でパワフルで、小回りが利くところが車のダットサンに似ているとして「ダットサン民法」と通称される[23][注釈 1]。ロシア語の抄訳が出版されたこともある[24]。この本は、一粒社の廃業により一時期絶版となっていたが、復刊ドットコムに多数の復刊希望が集まり、2004年に勁草書房より改訂を加え復刊された経緯から明らかなように民法の全領域を簡潔明瞭に解説した教科書として未だに根強い人気がある。同様の経緯で、『民法案内』等の書籍も復刊された。
  - 2009年12月に、大原学園が作成した、法曹志望者向けの教材テキストに、『民法』の文章が剽窃されていたことが判明し、我妻の遺族らが、同学園を相手に損害賠償請求訴訟を起こす事態に発展した[25]。
- 牧野の指導を受けたため、戦後に至っても、今でも新派刑法理論が正しいと思っていると発言したことがある[26]。
- 我妻は東京大学を定年退官した際、自分でなければできない仕事の完成に没頭すると述べていたところ、ある日、妻・緑から近頃の我妻の態はそう見えないと指摘を受けたという。そして、妻・緑は、我妻のために自宅に小さな鉄筋コンクリートの書庫と、若手研究者と共同研究会を行なうための小さな離れを作った上、真鶴の別荘の庭に我妻が研究を行なうための小さな別棟を建てた[27]。
- 三菱樹脂事件では、宮沢俊義、兼子一と共に三菱樹脂側の意見書を執筆した。

## 我妻榮記念館

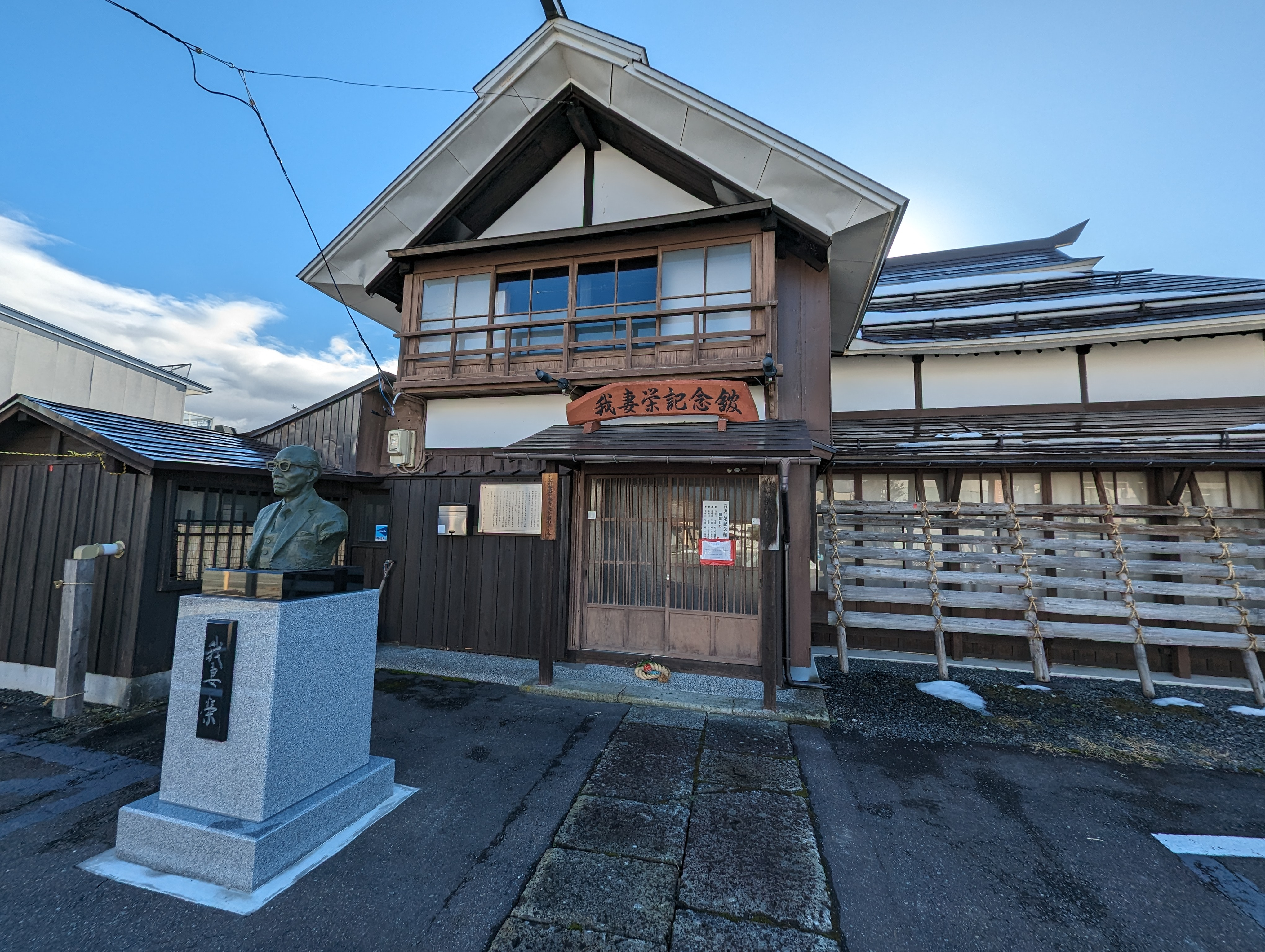
我妻榮記念館（米沢市 2024年1月）

奨学金貸与や学生寮の運営などの育英事業を展開している公益社団法人米沢有為会における、百周年記念事業の一環として整備構想が練られ、1990年に有為会米沢支部を中心とした募金活動と米沢市からの補助金によって我妻の生誕の家を購入。その後補修と整備を進め、1992年6月に開館した。遺族から寄贈された著作、講演会の手書き原稿などほか、民事訴訟の要旨をまとめた約7000枚の判例カードなどが展示される。玄関真上の2階部屋が本人の居室であった。入館料は無料。
なお、この家（記念館）の斜向かいが、同じく米沢市出身の法学者遠藤浩の生家である。

## 年譜
- 1897年 - 山形県米沢市に米沢中学校の英語教師・我妻又次郎の長男として生まれる。
- 1914年 - 山形県立米沢中学校卒業（現：山形県立米沢興譲館高等学校）卒業。
- 1917年 - 第一高等学校卒業。
- 1919年 - 高等試験行政科試験合格。
- 1920年 - 東京帝国大学法学部法律学科卒業、 東京帝国大学法学部助手（但し、1年間は特選給費生[31]）。
- 1922年 - 東京帝国大学法学部助教授。
- 1927年 - 東京帝国大学教授。
- 1945年 - 東京帝国大学法学部長、東洋音楽学校（現：東京音楽大学）校長。
- 1946年 - 貴族院議員（6月19日[32]。無所属倶楽部所属、1947年5月2日退任[1]）。
- 1949年 - 日本学士院会員、第1期及び第2期日本学術会議副会長。
- 1957年 - 東京大学名誉教授（定年退官。）
- 1961年 - 法学博士（東京大学）論文の題は「親族法」[33]。
- 1964年 - 文化勲章受章。
- 1966年 - 日本放送協会経営委員会委員[34]。
- 1973年 - 死去、贈従二位（没時叙位）、贈勲一等旭日大綬章（没時叙勲）。

## 主要著作
- 『物権法（民法講義II）』（岩波書店、初版1932年、新訂1983年）ISBN 9784000019804
- 『民法総則（民法講義I）』（岩波書店、初版1933年、新訂1965年）ISBN 4-00-002170-2
- 『担保物権法（民法講義III）』（岩波書店、初版1936年、新訂1968年）ISBN 9784000012508
- 『債権総論（民法講義IV）』（岩波書店、初版1940年、新訂1964年）ISBN 9784000008402
- 『事務管理、不当利得、不法行為』（日本評論社、1940年）
- 『経済再建と統制立法』（有斐閣、1948年）
- 『近代法における債権の優越的地位』（有斐閣、1953年）ISBN 4-641-03251-3
- 『債権各論上巻（民法講義V 1）』（岩波書店、1954年）ISBN 9784000008419
- 『法律における理窟と人情』（日本評論社、1955年）
- 『債権各論中巻1（民法講義V 2）』（岩波書店、1957年）ISBN 9784000008426
- 『親族法』（有斐閣法律学全集、1961年）
- 『債権各論中巻2（民法講義V 3）』（岩波書店、1962年）ISBN 9784000008433
- 『民法研究1 - 12』（有斐閣、初版1970年 - 1979年） ISBN 4-641-90020-5 NDLJP:3003217
- 『民法大意（上・中・下巻）』（岩波書店、1971年）
- 『債権各論下巻1（民法講義V 4）』（岩波書店、1972年）ISBN 9784000008440
- 『民法と五十年 その1 - 3』（有斐閣、1967年～1976年）
- 『法学概論』（有斐閣法律学全集、1974年）
- 『民法案内1 - 10』（一粒社、復刊は勁草書房）ISBN 4-326-49827-7
- 『民法1 - 3』（一粒社、復刊は勁草書房）有泉亨、川井健と共著 - ISBN 4-7527-0286-X
- 『民法』（勁草書房、初版1949年、第９版2013年、良永和隆と共著、遠藤浩補訂）

## 門下生
| - 有泉亨 - 幾代通 - 遠藤浩 - 西原道雄 | - 加藤一郎 - 川井健 - 鈴木禄彌 - 川島武宜 | - 四宮和夫 - 星野英一 - 水本浩 - 宮崎孝治郎 |